# Wollschow
Wollschow ist ein Ortsteil der Stadt Brüssow des Amtes Brüssow (Uckermark) im Landkreis Uckermark in Brandenburg.
Die Gemeinde gehörte von 1952 bis 1992 zum mecklenburgischen Kreis Pasewalk. Gemäß Staatsvertrag vom 9. Mai 1992 gehörte Wollschow ab 1. Juli 1992 zum Land Brandenburg.

## Geographie
Der Ort liegt vier Kilometer östlich von Brüssow. Die Nachbarorte sind Menkin im Norden, Ausbau im Nordosten, Retzin im Osten, Glasow und Streithof im Südosten, Bagemühl im Süden, Woddow und Frauenhagen im Südwesten, Brüssow im Westen sowie Butterholz und Grimme im Nordwesten.

## Geschichte
Wollschow ist ersterwähnt 1260. Der Ort, hier in der Schreibweise Wolsechoue, ist slawischen Ursprungs und bedeutet Siedlung eines Mannes namens Woltschek=kleiner Wolf. 1725 wurden verschuldete Gutsflächen in Wollschow, der Familie von Ramin gehörig, vom König auf den Namen des Kronprinzen erstanden. Drei Bauernhöfe gehörten zeitgleich der Familie von Winterfeld in Menkin. Dieser kleine güterliche Besitz in Wollschow hatte nachfolgend einen Taxwert, ohne Zaungericht und Jagdrechte, von 2.017 Thl. und 20 Groschen. Im 19. Jahrhundert lebten 341 Einwohner im Dorf. Im 20. Jahrhundert gliederte sich die Gemeinde weiterhin in fiskalischen, kirchlichen und privaten Besitz. Ein kleinerer Flächenteil gehörte konstant zum Gut Menkin der Familie von Winterfeld. Den Großteil machten die acht Bauernwirtschaften aus, zwischen 27 h bis 104 ha umfangreich, sechs verschiedenen Familien zugehörig. Zu DDR-Zeiten gab es eine LPG Wollschow-Menkin mit Sitz in Menkin.
1929 erwarb das Märkische Museum Berlin eine umfangreiche wertvolle Sammlung der Familie Bresin. Der Bauunternehmer Adolf Bresin, seit 1922 Amtsvorsteher, hatte 40 Jahre auf der Feldmark gegraben und u. a. Gefäße entdeckt. Bresin hatte auch ein Patent auf das Gerät Drahtspanner.

## Dorfkirche Wollschow

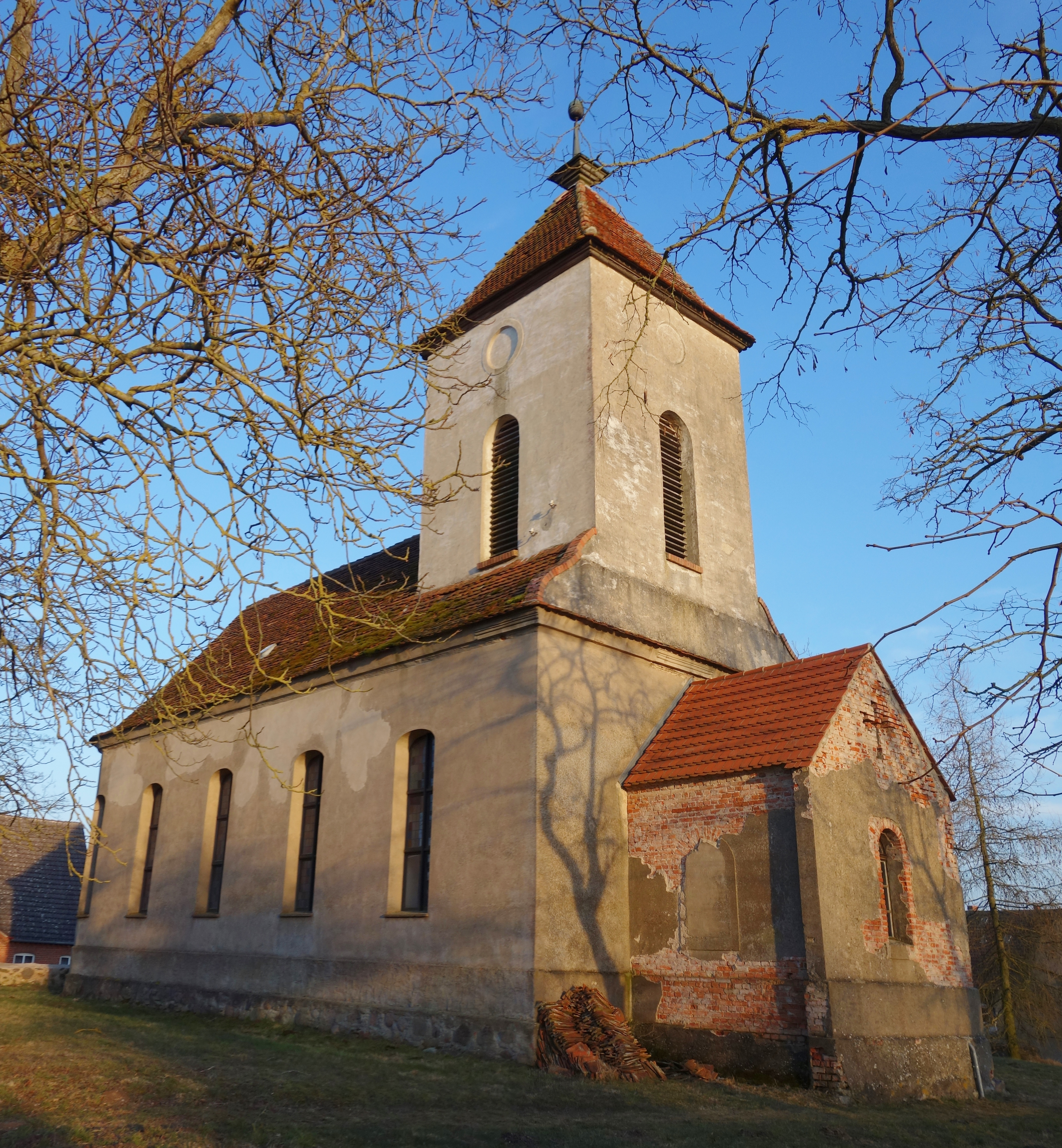
Dorfkirche in Wollschow

Die Wollschower Kirche wurde 1774 erbaut.

## Weitere Literatur
- Wollschow, in: Hermann Bierl: Archäologie-Führer Deutschland. Bodendenkmäler und Museen, Wek-Verlag, Treuchtlingen/ Berlin 2006, S. 102. ISBN 3-934145-39-6.